# Menschen (Fernsehshow)
Menschen war eine jährlich stattfindende deutsche Fernsehshow des ZDF, in der ein Jahresrückblick präsentiert wird.
Die Sendung wurde seit dem 9. Januar 1982 jährlich im ZDF ausgestrahlt und enthielt im Wesentlichen Interviews mit Prominenten oder anderen Menschen, die das jeweilige Jahr prägten oder besondere mediale Aufmerksamkeit erfuhren. Beispielsweise wurde in der Sendung Menschen ’82 die deutsche Sängerin Nicole interviewt, die den Eurovision Song Contest im Jahr 1982 für Deutschland gewonnen hatte.
Die ersten Ausgaben wurden jeweils im Januar ausgestrahlt. Später fand die Ausstrahlung im Dezember statt.
2020 verzichtete das ZDF erstmals auf den Jahresrückblick. Stattdessen blickt seitdem eine Spezialausgabe von Markus Lanz zur Hauptsendezeit auf das Jahr zurück.

## Moderatoren
- 1982–1988: Frank Elstner
- 1989–1995: Günther Jauch
- 1996: Wolf von Lojewski und Holger Weinert
- 1997–2008: Johannes B. Kerner
- 2009–2010: Thomas Gottschalk
- 2011: Hape Kerkeling
- 2012–2019: Markus Lanz